# Załoga (wojsko)

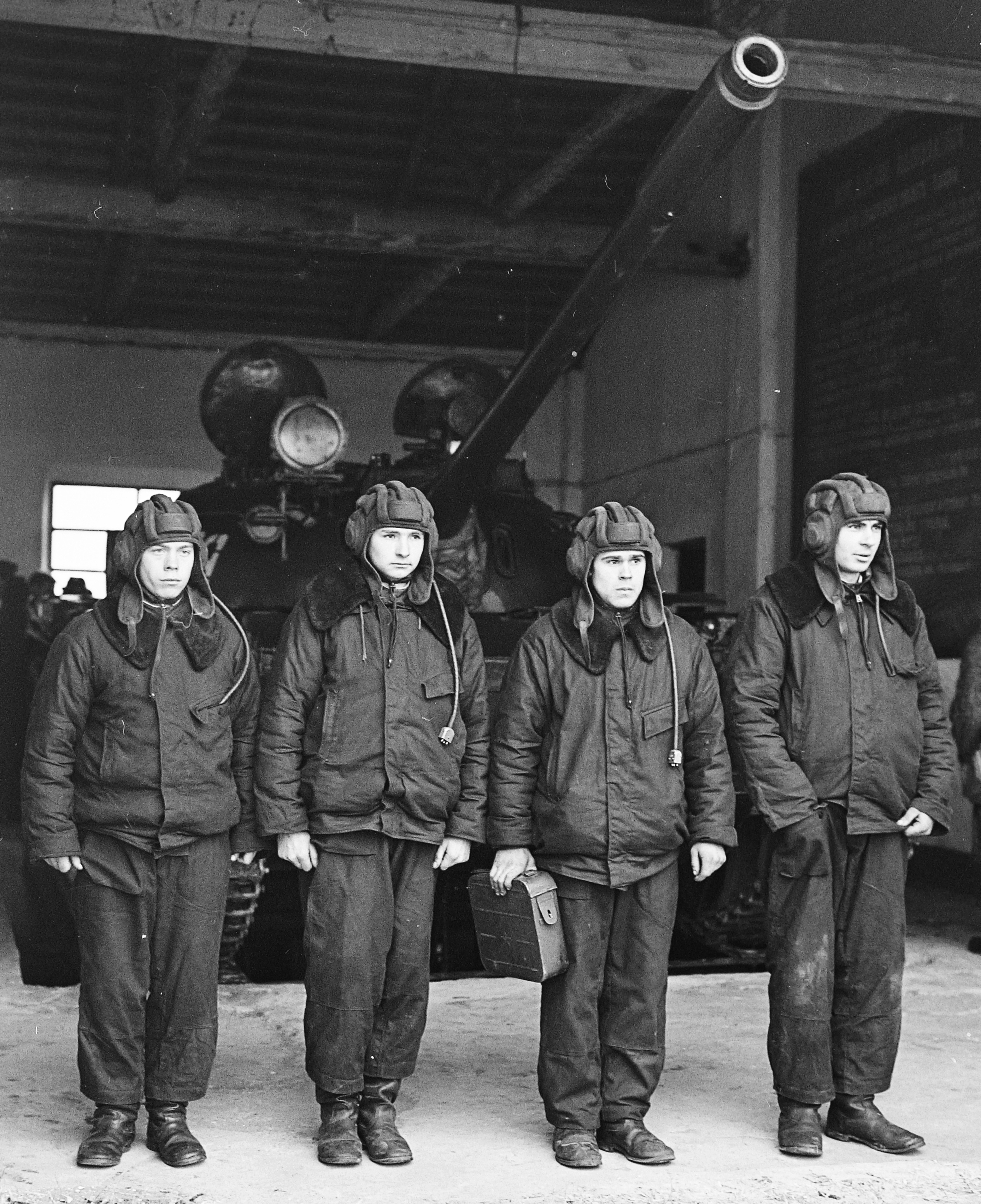
Załoga czołgu T-55

Załoga – zespół żołnierzy obsługujących mobilny sprzęt wojskowy (np. czołg, samolot, okręt), lub obsadzających fortyfikację (np. rejon umocniony, fort).

## Charakterystyka
W przypadku sprzętu mobilnego załoga jest etatowo przydzielonym zespołem odpowiedzialnym za jego obsługę, jednocześnie znajdując się na jego pokładzie (załogą nie są operatorzy zdalni, np. dronów). Załogą dowodzi najczęściej oficer lub podoficer, a jej skład może liczyć od jednej osoby (np. pilot myśliwca) do nawet kilku tysięcy osób (np. załoga lotniskowca).
W przypadku fortyfikacji, jej załogę stanowi doraźna lub stała grupa jednostek wojskowych wykonujących wspólnie zadania bojowe, działając pod jednolitym dowództwem.